# Bayerischer Plöckenstein
Der Bayerische Plöckenstein (tschechisch Trojmezná hora) auf der Grenze von Deutschland, mit dem Landkreis Freyung-Grafenau in Bayern, und Tschechien, mit dem Bezirk Prachatitz der Südböhmischen Region, ist ein 1365 m ü. NHN (1361 m n.m.) hoher Gipfelpunkt auf der Grenze von Bayerischem Wald zum Böhmerwald.

## Geographische Lage
Der Bayerische Plöckenstein liegt etwa 700 m westlich des Dreiländerecks von Deutschland, Tschechien und Österreich im langgezogenen Bergkamm, der vom Dreisesselberg (1333 m ü. NHN) im Nordwesten – unter anderem über den Hochkamm (1230 m ü. NHN) und Bayerischen Plöckenstein – zum Hochficht (1338 m ü. A.) im Südosten reicht und über den die deutsch-tschechische (Nordwesten) und die tschechisch-österreichische Grenze (Südosten) verläuft. Jenseits der am Dreiländereck liegenden Dreiecksmark (1321 m ü. NHN) liegt als östlicher Nachbarberg der Plöckenstein (1379 m ü. A.). Auf bayerischer Seite liegt der Naturpark Bayerischer Wald, mit dem Neureichenauer Ortsteil Pleckenstein, und auf tschechischer Seite im Biosphärenreservat Šumava der Nationalpark Šumava, mit dem Gemeindegebiet von Nová Pec (Neuofen).
An der Dreiecksmark entspringt die Světlá (Lichtwasser), die nach Norden zur Kalten Moldau fließt.

## Steinernes Meer

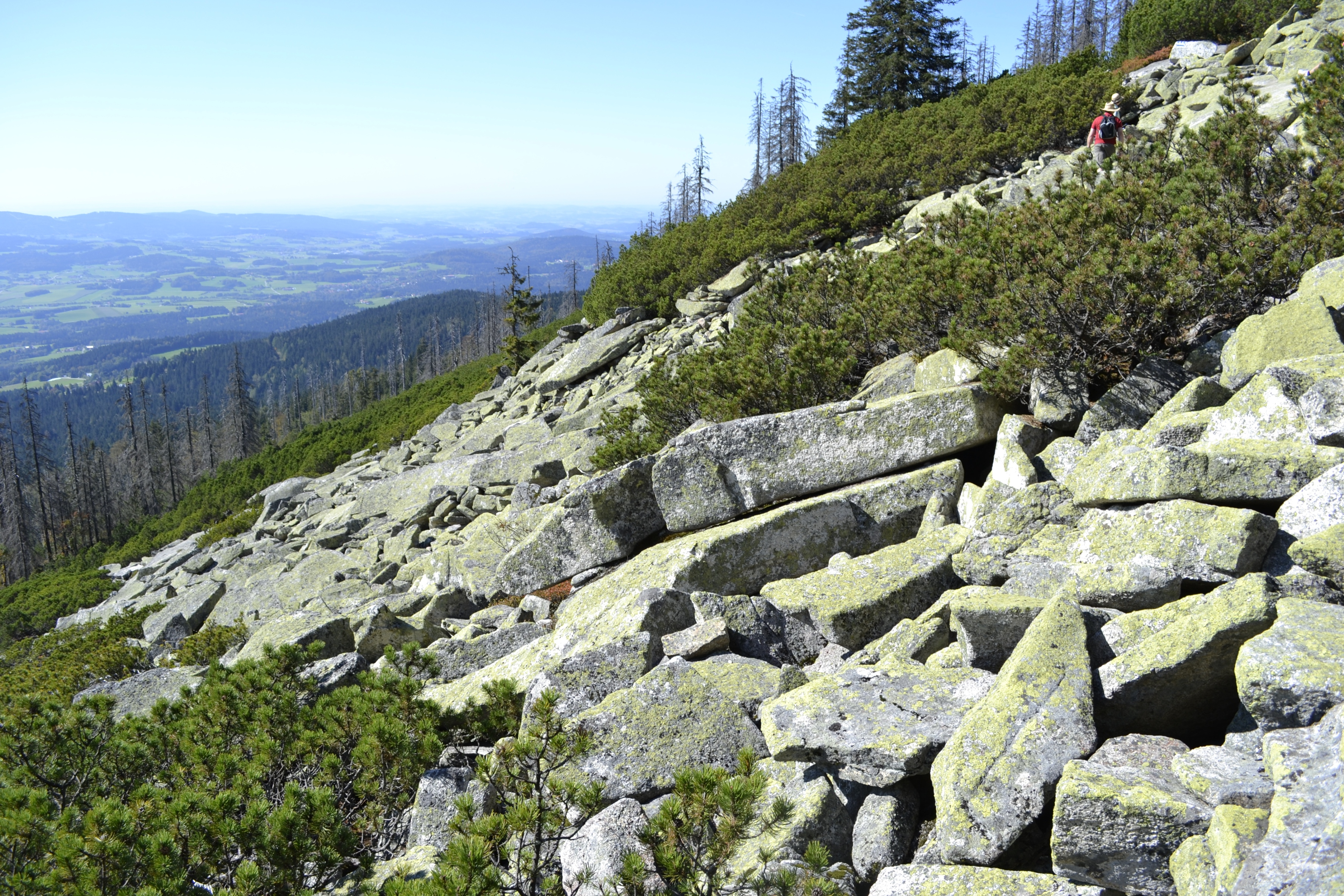
Steinernes Meer am Plöckenstein

Etwas unterhalb vom Gipfel des Bayerischen Plöckensteins breitet sich ein unter Naturschutz stehendes Steinernes Meer aus, das ähnlich wie die Granitblöcke am rund 30 km (Luftlinie) weiter nordwestlich auch im Bayerischen Wald befindlichen Berg Lusen (1373 m ü. NHN) aussieht, nicht jedoch auf einer Gipfelregion, sondern auf einem Hang liegt. Seine Felsblöcke sind insgesamt sogar noch größer als jene am Lusen. Außerdem befinden sich auf dem Gipfelbereich typische Felsen, wie sie auch am nahen Dreisesselberg zu sehen sind.

## Freizeit
Vom Bayerischen Plöckenstein und seinen Felsen bieten sich oft gute Aussichtsmöglichkeiten, zum Beispiel bei Föhneinfluss bis zu den Alpen – vom Toten Gebirge bis zum Kaisergebirge. Hinüber verläuft der Europäische Fernwanderweg E6, der ab dem nahen Dreiländereck gemeinsam mit dem Nordwaldkammweg weiter zum österreichischen Waldviertel führt.